# Улица Дзорагюх
Улица Дзорагюх (арм. Ձորագյուղ փողոց) — улица в Ереване, в этнографическом квартале Дзорагюх, от улицы Пароняна.
Проходит по краю Разданского ущелья. Западная граница жилой застройки района Кентрон.
Название по находившемуся здесь ранее селу.

## История
В 1988 году место на улице для организации музея и строительства собственного дома выбрал переехавший в Ереван известный кинорежиссёр Сергей Параджанов. Из-за Спитакского землетрясения 1988 года и социально-экономических проблем открытие музея затянулось до июня 1991 года и произошло уже после смерти Параджанова.

## Достопримечательности
д. 15/16 — дом-музей Сергея Параджанова
д. 13/14 — посольство Ливана

## Известные жители
д. 15/16 — Сергей Параджанов